# دوم عزرا
دوم عزرا (انگلیسی: 2 Esdras) (که همچنین چهارم عزرا، عزرای لاتین یا اسدراس لاتین نامیده می‌شود) یک کتاب آخرالزمانی در برخی از نسخه‌های انگلیسی کتاب مقدس است. سنت نوشتاری آن را به عزرا، کاتب و کاهن سده پنجم پیش از میلاد نسبت می‌دهد، که و در کتب او را با شخصیت قرن ششم شیلتیل یکی می‌دانند.
دوم عزرا بخشی از قانون کتاب مقدس در کلیسای ارتدکس توحیدی اتیوپی (یک نهاد ارتدکس شرقی) را تشکیل می‌دهد، اگرچه توسط کلیسای کاتولیک، پروتستانتیسم و اکثر مسیحیان ارتدکس شرقی به عنوان آپوکریفای کتاب مقدس به‌شمار می‌آید. دوم عزرا توسط جروم از نسخه ولگاته خود از عهد عتیق حذف شد، اما از سده نهم به بعد، متن لاتین به طور پراکنده به عنوان پیوستی به ولگاته یافت می‌شود، و درج آن پس از قرن سیزدهم رایج‌تر شد.